# Anjui (Kolyma)
Als Anjui (russisch Анюй) wird der kurze gemeinsame Hauptmündungsarm von Großem und Kleinem Anjui in die Kolyma in Nordostsibirien (Russland, Asien) bezeichnet.

## Verlauf
Der Anjui entsteht aus dem 693 km langen Großen Anjui (Bolschoi Anjui) von links und dem 738 km langen Kleinen Anjui (Maly Anjui) von rechts. Er mündet bereits nach acht Kilometern von rechts, gegenüber der kleinen Siedlung Nischnekolymsk in den Unterlauf der Kolyma. Unmittelbar unterhalb des Zusammenflusses zum Anjui zweigt nach links (Westen) ein weiterer, bedeutend kleinerer Mündungsarm ab. Großer und Kleiner Anjui sind bereits gut 15 Kilometer oberhalb (südlich) ihres Zusammenflusses durch einen schmalen Arm verbunden.
Der Anjui fließt am Ostrand des Kolyma-Tieflands, im äußersten Nordosten der Republik Sacha (Jakutien) unweit der Grenze zum Autonomen Kreis der Tschuktschen.

## Hydrographie
Das Einzugsgebiet des Anjui umfasst 107.000 km². Der Fluss ist über 600 Meter breit und vier Meter tief; die Fließgeschwindigkeit beträgt 0,4 m/s.
Die mittlere Wasserführung beträgt etwa 650 m³/s. Aus dem hydrologischen Daten für die Zuflüsse ergibt sich ein mittleres monatliches Maximum von weit über 2500 m³/s für den Juni.
Die Anjui friert für bis zu neun Monate im Jahr zu, von Ende Mai bis Juni führt er Hochwasser.

## Infrastruktur
Der Anjui ist schiffbar; von seinen beiden Zuflüssen wird nur der Kleine Anjui auf weiteren 102 Kilometern bis zum Dorf Anjuisk für die Binnenschifffahrt genutzt.